# Leonid
Leonid – imię męskie pochodzenia greckiego. Wywodzi się od słowa λέων oznaczającego „lew”.
W innych językach:
- łacina – Leonidas[2]
- biał. Леанід, Лявон
- port. braz. Leônidas
- ros. Леонид
- stgr. Λεωνίδας
- ukr. Леонід.

Forma żeńska: Leonida.
Leonid w Polsce pozostaje imieniem występującym rzadko. W styczniu 2024 w rejestrze PESEL było 4881 mężczyzn o imieniu Leonid nadanym jako imię pierwsze oraz 33 mężczyźni noszący imię Leonid jako imię drugie.
Leonid imieniny obchodzi: 15 kwietnia i 22 kwietnia.

## Osoby o imieniu Leonid
- Leonidas I (?–480 p.n.e.) – król Sparty poległy pod Termopilami
- Leonidas z Tarentu (IV – III wiek p.n.e.) – poeta grecki, autor epigramatów
- Leônidas da Silva (1913-2004) – piłkarz brazylijski
- Leonid Breżniew – sowiecki polityk, przywódca ZSRR
- Leonid Kantorowicz – rosyjski matematyk i ekonomista, noblista
- Łeonid Krawczuk – ukraiński polityk
- Łeonid Kuczma – ukraiński polityk
- Leonid Teliga – polski żeglarz
- Lawon Wolski – białoruski muzyk rockowy, wokalista i gitarzysta zespołów Mroja, N.R.M., Krambambula oraz Zet
- Leonid Hurwicz – polsko-amerykański ekonomista.